# Istrska kuhinja
Istrska kuhinja je ena izmed pomembnih etničnih značilnosti Istre.

## Zgodovina
Zgodovina istrske kuhinje sega že daleč v preteklost, še pred časom Rimljanov. Ti so te kraje zasedli okoli leta 187 pr. n. št. Tu so zgradili prva pristanišča in obmorska naselja. Za Istro je to pomenil nov kulturni in gospodarski razcvet. Tedaj so pomembnejše obrti postale: lončarstvo, kamnoseštvo, steklarstvo, opekarstvo,... Kasneje so v Istro pričela vdirati razna plemena in narodi, ki so bila pomembna za Istro, saj so jo obogatila z raznimi kulturnimi spomeniki, izpopolnjevala istrsko kuho ter ji dodajala razne nove sestavine. Najbolj osnovne sestavine, ki jih danes najdemo v istrski kuhinji, so sem prinesli Rimljani. Čeprav nimamo nobenega ohranjenega recepta lahko predvidevamo, da so jedli večinoma kuhano hrano. 
Kuhinja z odprtim kuriščem je bila že v preteklost zelo pomembna za istrske ljudi, saj so v tej kuhali, pozimi tudi spali,.. Bila je glavni prostor v hiši, v nekaterih pa tudi edini. Stara tipična istrska kuha je temeljila na nekaj osnovnih sestavinah kot so pšenična (bolj malo) in koruzna moka, (koruzni zdrob za polento), svinjska mast in oljčno olje, od jedi pa na raznih mineštrah, jajčnih jedeh (jajc je bilo malo), njokih (samo za praznike), domačih testeninah in sezonski zelenjavi. Nekoč se je istrska kuhinja delile na obmorsko in celinsko.

## Značilnosti
- Obmorska istrska kuhinja je temeljila na ribah, mehkužcih ter morskih sadežih.
- Celinska istrska kuhinja pa je temeljila predvsem na testeninah in zelenjavi.

Danes ju ne razločujemo več. 
Tako kot vsaka kuhinja ima tudi istrska kuhinja tipične začimbe (na primer česen, peteršilj, timijan, žafran in še mnoge druge), ki bogatijo okus vsaki jedi (na primer zelenjavnim mineštram, bobičem, raznim juham kot so ribja juha, goveja juha, kokošja juha,...). Istrska kuhinja še dandanes slovi po nekaterih (hladnih jedeh) kot so pršut, sir ter olivah, pa po raznih sladicah kot so hroštole, fritole, pinca, ter po vinu, na primer malvazija, refošk in drugih alkoholnih pijačah...
Kljub dolgi zgodovini je obdržala nekaj praznikov oziroma običajev kot so trgatev, pobiranje oljk ter Pust ter tradicionalne gospodarske panoge oljkarstvo, ribolov ter solinarstvo, ki sicer že malo izgublja na pomenu. Imela je tudi svoj jedilnik imenovan jedilnik starejših Istranov, ki je bil sestavljen iz štirih obrokov (zajtrk, marenda, kosilo ter južine ali druge malice).
Stara istrska kuhinja se je zmeraj prilagajala sezonskemu sadju in zelenjavi, pa tudi sezonskim ribam in mesu. Strokovnjaki sodijo, da je taka kuhinja najbližja naravni prehrani, saj vsebuje veliko sveže zelenjave in sadja, rib, pa tudi oljčno olje, vinski kis in morsko sol. Veliko jedi je kuhanih in ne pečenih ali cvrtih. Na tem območju najdemo kar nekaj tipičnih jedi, ki jih drugje v Sloveniji in Hrvaški ne poznajo. To so predvsem nekatere morske jedi kot na primer brodet, ribe na »lešo«, sardela na »šavor«, bakala, sipa v solati, cvrti lignji,... Seveda so cenjene tudi mesne jedi (govedina, jagnjetina, ovčetina), še posebno pa pršut v kombinaciji z drugimi jedmi. Ribam ali mesu se pridružuje sezonska zelenjava in močnate jedi (fuži, njoki, polenta, kruh). Običajno je bil kruh domač bel, ki se odlično prilegal k jajčnim jedem ali »fritajam« z beluši ali radičem.